# Gravure idol
Gravure idol este un tip de model japonez de sex feminin care apar în reviste de adulți, albume de poze și DVD-uri. Idoli gravure apar într-o gamă de fotografie și de genuri, deși nu apar nud, prezența lor sunt văzute ca semi-provocatoare, multe idolii de sex feminin au lansat carierele lor la început ca idoli gravure.
Modele gravure sunt fotografiate în bikini, lenjerie intimă, uniforme școlăriță, moda de stradă și kimono-uri. Începând cu anul 2008, revista ZAKZAK, acordă un premiu pentru idoli gravure.
Cuvântul gravure este utilizat în japonez pentru a descrie modele de sex feminin. Sensul modern al termenului idol gravure este astfel vag model de revista, o referire la mediul în care cele mai multe dintre idolii obține statutul de star. Procesul de rotogravură este încă folosit pentru tipărirea comercială de reviste și carton produsului.